# Борчалы
Борчалы́ (также встречается Борчало, Борчала, Борчалу, Борчали; азерб. Borçalı, груз. ბორჩალო) — историко-географическая область на юге современной Грузии. Такое же название ранее носила река (ныне Дебед), протекающая через эту область.
Согласно современному административному делению Грузии, территория исторической области Борчалы примерно соответствует территории трёх южных муниципалитетов края Квемо-Картли:
1. Марнеульский муниципалитет — адм. центр Марнеули
2. Болнисский муниципалитет — Болниси
3. Дманисский муниципалитет — Дманиси

Большую часть населения этих административно-территориальных образований составляют азербайджанцы.

## Географические данные
Здесь представлен ландшафт гор и нагорий вулканического происхождения, сочетание просторных равнин и предальпийских гор от полупустынной и сухой субтропической зоны до альпийской зоны с тёплым и мягким климатом, неповторимой растительностью, лесами, множеством курортных мест, минеральными и термальными водами.

## История

Великая Армения в I—IV веках, по карте-вкладышу ко II тому «Всемирной истории» (М., 1956) (Заштрихованы земли Великой Армении, отошедшие от неё к соседним государствам после раздела в 387 году). В центре Марзпанская Армения V—VIII века

Территория Борчалы была заселена с древних времён. В середине XX века археологи обнаружили здесь следы так называемой Триалетской культуры бронзового века (в основном первая половина 2 тыс. до н. э.). Внимание всего мира привлекло признанное особой археологической находкой обнаружение стоянки первобытного человека и останков первобытного человека в Дманисском городище. Специалистами установлено, что дманисский гоминид, называемый Homo georgicus, жил на этой территории 1,8 млн лет назад. Это древнейшие останки человека, обнаруженные в Европе и Азии.
В крае имеются исторические памятники, сооружённые в V—VI веках и в последующие периоды и хорошо сохранившиеся до настоящего времени, среди которых городище I тысячелетия до н. э.
Всего в Борчалы более 650 исторических памятников, половина которых внесена в туристические маршруты.

### Античность и средние века
Согласно описаниям древнейших авторов, в античные времена территория, в дальнейшем получившая название Борчалы, входила в состав раннегосударственных образований иверов и мосхов. По сообщению Страбона в 160-гг. до н. э. данные территории были завоеваны у Иверии армянским царем Арташесом I и присоединены к государству Великая Армения. Здесь было образованo одно из 4-х бдешхств армянского государства — Гугаркское бдешхство. Вплоть до конца IV века, первого раздела Армении, по сообщениям всех греко-римских авторов, армяно-иверийская граница проходила по реке Кура, а указанные области оставались в пределах Армении. В V—VII веках часть Иверии (при этом с IV века сама Иверия находилась в вассальной зависимости от Персидской империи).

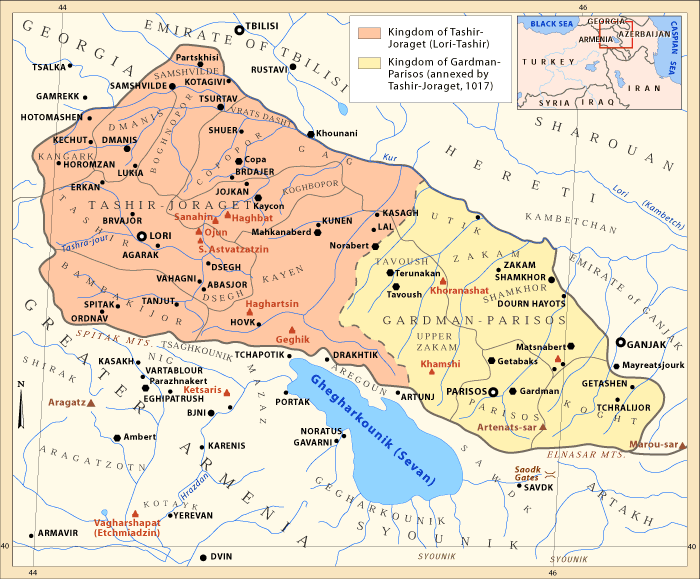
Ташир-Дзорагетское царство

Восстановление армянской (885) а затем и грузинской (888) государственности в Закавказье началось лишь с ослаблением Арабского Халифата. С тех пор области до Самшвиле в составе Армянского царства Багратидов. После смерти шахиншаха Ашота III Милостивого в 978 году его младший сын Гурген образовал здесь царство с центром в городе-крепости Самшвилде на крайнем севере современного Борчалы.  Ташир-Дзорагетское царство являлась частью централизованного армянского государства, а царь Ани здесь был не только сюзереном, но и азгапетом — старшим членом династии.
После похода Алп-Арслана царь Ташир-Дзорагета Кюрике II уступил северные области своих владений Грузии, а сама столица царства в 1065 году была перенесена на юг — в Лори. В 1118 году при Давиде IV Строителе, изгнавшем сельджуков и расширившем её границы, земли Ташир-Дзорагетского царства окончательно были присоединены к Грузинскому царству, после чего в его титулатуре добавляется также титул «царя армян». 

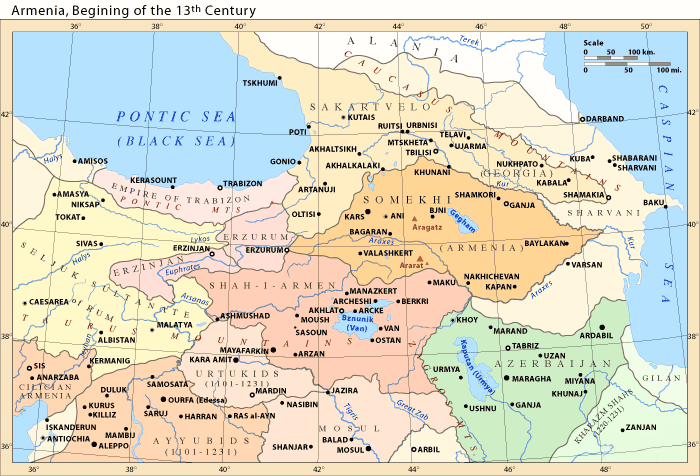
Захаридская Армении в составе Грузинского царства (оранжевым цветом), государство Шах-Арменидов (розовым в центре) и соседние страны в начале XIII века

Могущество грузинского государства, достигнутое при царице Тамаре (1184—1212), было сведено на нет опустошительными вторжениями монголов с первой половины XIII века. Почти столетие продолжалась борьба Грузии за независимость против ильханов, а уже в конце XIV — начале XV веков Грузия пережила восемь вторжений армий Тамерлана. Именно к этому периоду относится первое упоминание названия «Борчалы» в грузинских источниках. Она связана с событиями 1380-х гг., времен походов Тимура.
Турки-османы, завершив в 1453 году завоевание Византии взятием Константинополя, продолжили экспансию в Закавказье — здесь они заняли южную Грузию с г. Ахалцихом и несколько укреплённых мест на побережье Чёрного моря. Всё это в конечном итоге повлекло за собой экономический и политический упадок и распад единого грузинского государства во второй половине XV века.

### XVI—XVII века
В 1516—1517 гг. иранский шах Исмаил I, основатель династии Сефевидов, присоединил к своему государству восточногрузинские царства — Кахетию и Картли. Когда в 1521 г. грузинский царь Давид X отказался от выплаты дани, войско кызылбашей разгромило его в битве при Телети. Кызылбаши разграбили Тбилиси и увели много пленных.
В середине XVI века Оттоманская империя и сефевидская Персия после 40-летней войны за господство в Закавказье договорились о разделе сфер влияния. Это, однако, лишь на некоторое время приостановило опустошительные войны, в ходе которых обширные территории Закавказья переходили из рук в руки. Как отмечают Э. Андерсен и Г. Эгге, большинство местного земледельческого христианского — армянского и грузинского — населения Борчалы в результате многовековой экспансии Оттоманской империи и Персии и постоянных набегов кочевых племен покинуло эту область или было истреблено. Опустошённые территории оказались заселены тюркскими кочевыми племенами.
В 1578—1579 гг. турецкий султан Мурад III захватил Грузию, Ширван, Армению, южное и западное побережье Каспийского моря, в 1585 году разбил основные персидские силы и занял Азербайджан. Согласно Константинопольскому мирному договору 1590 года, всё Закавказье перешло к Османской империи. В начале XVII века персидский шах Аббас I восстановил прежние границы и вновь принудил грузинские Кахетинское и Картлийское царства признать над собой верховную власть Сефевидов.
Согласно «Грузинской советской энциклопедии», именно в начале XVII века при Аббасе I в Дебедскую долину пришло тюркское племя борчалу, которое и дало этому региону своё название. В 1604 году здесь был создан Борчалинский хаканат (султанство), просуществовавший до XVIII века .

### XVIII—XIX века
В 1723 году Оттоманская империя, воспользовавшись ослаблением Персии, вызванным борьбой за власть внутри страны, в очередной раз вторглась в Восточную Грузию и Армению. Лишь в 1735 году Персии удалось восстановить свою прежнюю сферу влияния. Как утверждает П. Г. Бутков, по окончании войны Надир-шах передал Борчалы Картлийскому царству в благодарность за участие грузин в войне против турок и разгром крымскотатарского войска, направлявшегося в Закавказье на помощь оттоманской армии. Ираклий II, который в молодости воспитывался при дворе Надира и сопровождал его во время индийского похода, вступил на престол в Кахетии в 1744 г., а в 1760 г. объединил царства Картлийское и Кахетинское и сделал нескольких соседних ханов (в том числе гянджинского и эриванского) своими данниками.
В 1763 году по приглашению царя Ираклия две тысячи греческих переселенцев из Турции основывают в Борчалы свою колонию, а вскоре здесь возникают Дамблудский и Алавердский медеплавильные заводы.
В 1795 году в результате походов Ага Мохаммед хана и междоусобной борьбы феодальных правителей более 700 армянских семей из Карабаха были вынуждены эмигрировать на свободные земли в Болниси.

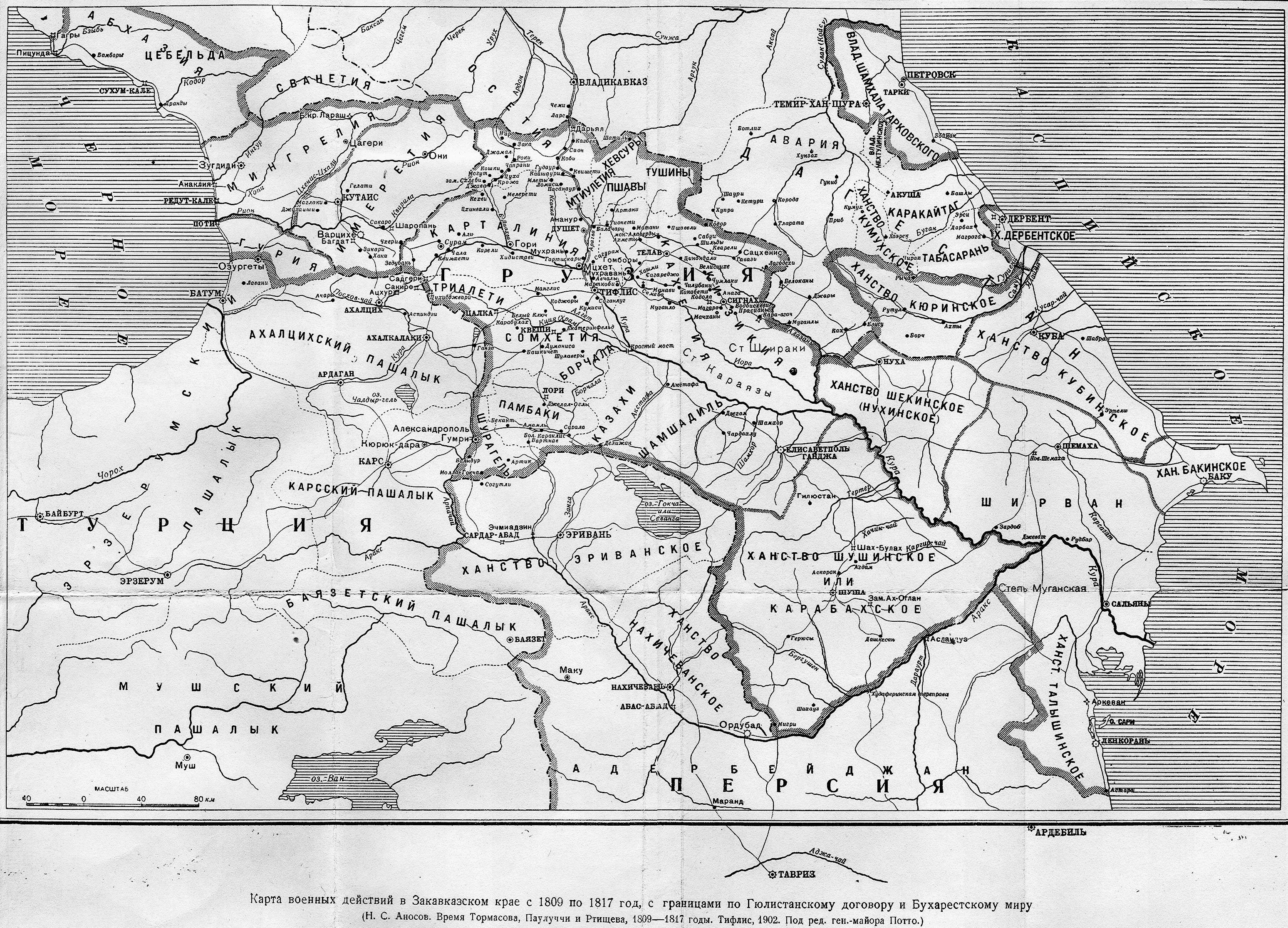
Карта военных действий в Закавказском крае с 1809 по 1817 год с границами по Гюлистанскому договору и Бухарестскому миру

Дальнейшее развитие событий во второй половине XVIII века привело в конечном счёте к присоединению Восточной Грузии к России (1801 г.). Помимо собственно Картли-Кахетинского царства к России были присоединены три его вассальных султанства — Борчалинское, Казахское и Шамшадильское, которые образовали три татарские дистанции в составе новосозданной российской Грузинской губернии — Борчалинскую, Казахскую и Шамшадильскую, соответственно. Позднее губерния расширилась присоединением Памбака, вошедшего в Лорийский уезд, и Шорагяльского султанства. Была образована Памбако-Шорагяльская дистанция. При этом власть местных феодалов была формально сохранена, но фактическим правителем дистанции был представитель русской военной администрации.
Уже в 1804 году, как отмечает в своей работе Х. М. Ибрагимбеили, татарские (азербайджанские) дистанции выставили конное ополчение в помощь российским войскам при покорении Гянджинского ханства. 18 июня 1807 года, в ходе русско-турецкой войны 1806—1812 гг., грузинская иррегулярная конница, состоявшая из грузин, армян и азербайджанцев (жителей Казахской, Шамшадильской и Борчалинской дистанций), в составе русских войск приняла непосредственное участие в Арпачайском сражении, где 6-тысячный русский отряд наголову разбил 20-тысячный турецкий корпус. Значительную помощь оказывало татарское ополчение Отдельному Грузинскому корпусу в ходе боевых действий против Персии, развернувшихся в 1810 году.
Как пишет Х. М. Ибрагимбеили, к 1810 году татарские дистанции — земли, расположенные на юго-восточных границах Грузии и населённые в основном азербайджанцами — использовались как своего рода казачьи поселения, призванные охранять границы Грузии от вторжения извне и выставлять во всех экспедициях в помощь русским регулярным войскам несколько тысяч иррегулярной конницы. Мужское население этих областей было почти поголовно вооружено и привлекалось к охране границ Грузии с Персией. Из жителей Казаха, Шамшадиля и Борчало в этот период были сформированы пограничные «земские караулы» и конные ополчения численностью около 6 тыс. человек.

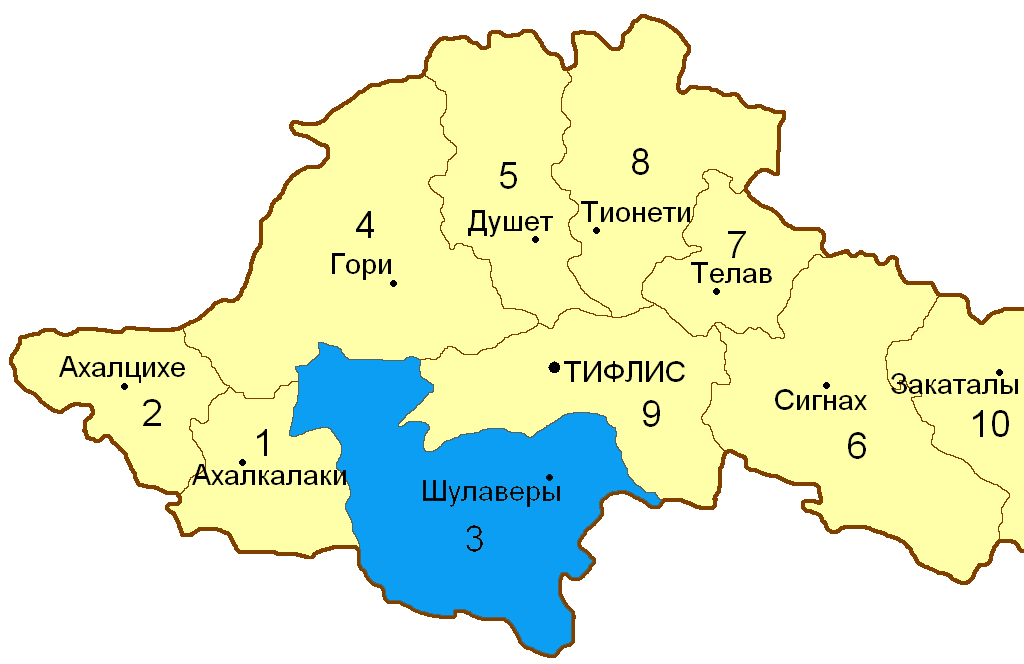
Борчалинский уезд на карте Тифлисской губернии (1880—1918)

На осень — зиму 1811 г. пришлось наиболее активное участие азербайджанских ополчений в составе русских войск в боевых действиях против турецких войск. В Казахской, Шамшадильской, Борчалинской дистанциях и в г. Дербенте осенью 1811 г. были сформированы конные ополчения из азербайджанцев. Каждая дистанция выставила по тысяче всадников. Ополчения Казаха, Шамшадиля и Борчало в районе Ахалциха — Ахалкалаки были объединены в трёхтысячную иррегулярную азербайджанскую конницу, вошедшую в Отдельный Грузинский корпус.
В ходе подготовки к русско-турецкой войне 1828—1829 гг. главнокомандующим Отдельным Кавказским корпусом, генерал-адъютантом графом Паскевичем-Эриванским впервые в российской истории были созданы регулярные формирования из мусульман Кавказа — четыре конно-мусульманских полка и отдельная часть, именовавшаяся «Конницей Кянгерлы». 3-й конно-мусульманский полк был набран из азербайджанцев Борчалинской, Казахской и Шамшадильской дистанций и Елизаветпольского округа. Эти формирования, как и азербайджанский пеший батальон, приняли непосредственное участие во всех крупных боевых операциях войны. Победа над Турцией закрепила факт присоединения всего Закавказья к России.
До 1840 года Борчалы находилось в составе Грузинской губернии, до 1846 года — в составе Грузино-Имеретинской губернии, позднее — в составе Тифлисской губернии. В 1880 году из Тифлисского уезда этой губернии был выделен Борчалинский уезд с административным центром в селе Большие Шулаверы. Уезд делился на 3 приставства — Лорийское (юг), Триалетское (северо-запад) и Борчалинское (север).

### XX век

Российское Закавказье (подробная карта 1903 года)

В мае 1918 года, несмотря на то что территория оспаривалась Азербайджаном и Арменией, была заявлена в своем составе Грузинской Демократической Республикой. Осенью её территория была оккупирована, вместе с остальным Закавказьем, турецкими и немецкими войсками. Демаркационной линией стала бывшая граница Тифлисской губернии. В связи с окончанием Первой мировой войны и выводом побежденных германо-турецких войск из Закавказья, турки предложили занять освобождаемый ими Ахалкалакский и Борчалинский уезды Тифлисской губернии со смешанным армяно-грузинским населением правительству Армении, немцы — правительству Грузии. 10 ноября в Тбилиси началась мирная конференция для решения вопроса о границах. Армянская делегация на конференцию не явилась. 5 декабря грузинские войска после вывода турецких войск заняли Ахалкалакский уезд. Правительство Армении потребовало их незамедлительного вывода и направило туда эскадрон конницы, а в Борчалинский уезд — подразделения 4-го армянского полка. 9 декабря армянская армия атаковала грузинские пограничные отряды, и началась грузино-армянская война. Война была прекращена 1 января 1919 года при британском посредничестве. В январе 1919 года на мирной конференции Грузии и Армении достигнуто соглашение, по которому до решения Верховным советом Антанты вопроса о границах между Грузией и Арменией северная часть Борчалинского уезда передавалась Грузии, южная Армении, а средняя (в ней находились Алавердские медные рудники) объявлялась «нейтральной зоной» и административно подчинялась английскому генерал-губернатору. В период турецкого наступления на Армению осенью 1920 года зона Лори также занята грузинскими силами (по договору с правительством Республики Армении и в упреждение очередной турецкой оккупации).
В феврале 1921 года в Лорийской нейтральной зоне начинается просоветское восстание, которое было использовано в качестве предлога для вступления Красной Армии в Грузию, в результате чего 25 февраля 1921 года в селе Шулаверы Борчалинского уезда провозглашается создание Социалистической Советской Республики Грузия (ССРГ). Сама Лорийская зона сначала остаётся в составе Грузии, но уже в 1922—1923 годах включена в состав Армянской ССР по «этническому критерию». Таким образом, бывшая территория Борчалы оказалась разделенной между Грузией (северная часть) и Арменией (южная часть) и впоследствии название «Борчалы» стало применяться только к грузинской части. В 1929 году Борчалинский уезд был разделен на районы и впоследствии название «Борчалы» стало применяться только к одному из районов вплоть до 1947 года, когда и район был переименован на нынешний Марнеули.

## Население

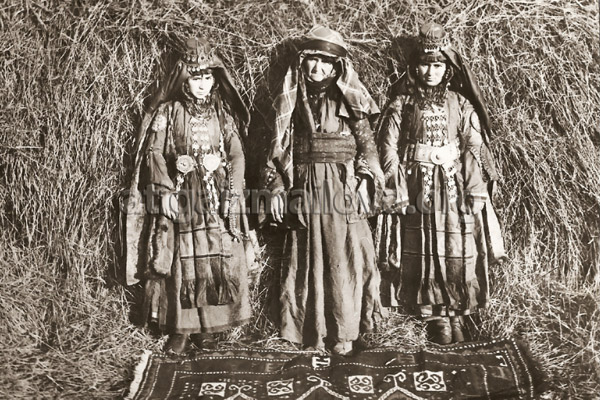
Азербайджанки из Борчалы в украшениях и шёлковых одеждах. XIX век

По сообщению, А. П. Ермолова на 1816 год, Борчалинская дистанция довольно многолюдная и населена «татарами» (азербайджанцами).
Дистанции татарские: Барчалинская, Казахская и Шамшадильская, довольно населенные, имеющие хорошее хлебопашество и богатое весьма скотоводство.
Казахская, Шамшадильская и Борчалинская населены татарами и весьма малым числом армян, хлебородны, скотоводство имеют изобильное, народ храбрый, воинственный, несколько раз нам изменивший, но его употребить можно с пользою.
Первая перепись населения района проводилась в 1897 году в бытность нахождения региона в составе Российской империи. Согласно её результатам в Борчалинском уезде насчитывалось 128 587 человек, из которых 36,9 % составляли армяне; 29,4 % — татары (азербайджанцы); 16,6 % — греки; 6,3 % — русские; 6,1 % — грузины; 1,9 % — немцы. При этом 78,4 % армянского населения Борчалинского уезда проживала в Лорийском (Лорийская область) и Триалетском (современный Цалкский муниципалитет) участках уезда. На долю же современных Марнеульского, Болнисского и Дманисского муниципалитетов приходилось лишь малая часть армянского населения уезда и они здесь представляли собой меньшинство.
Население Борчалы составляет 189,0 тыс. чел. (2023). Плотность населения — 79,2 чел./км² (2010), удельный вес городского населения — 20,3 % (2002).
По данным Переписи населения Грузии 2014 года, национальный состав населения был следующим:
| Национальность | Численность, чел. | % от общей численности |
| -------------- | ----------------- | ---------------------- |
| Азербайджанцы  | 133 865           | 75,6 %                 |
| Грузины        | 31 862            | 18 %                   |
| Армяне         | 10 068            | 5,7 %                  |
| Русские        | 432               | 0,2 %                  |
| Греки          | 394               | 0,2 %                  |
| Другие народы  | 410               | 0,2 %                  |

Численность азербайджанцев в Грузии по переписи 1989 года составила 307 тыс. чел., согласно переписи 2014 года — 233 тыс. чел., по неофициальным данным достигает примерно 500 тысяч человек[нужен лучший источник].

## Дискриминация
С конца 1980-х гг. этнические меньшинства начали эмигрировать из Грузии из-за дискриминационной политики политических групп, пришедших к власти в Грузии. Националистическая риторика лидеров грузинского национального движения, в некоторых случаях отразилась в притеснении представителей этнических меньшинств. В конце 1980-х годов большинство азербайджанцев, занимающие высокие позиции в местных структурах управления, были уволены со своих постов в результате нового веяния этнического национализма, захлестнувшего страну. Больше всего это коснулось Болнисского района. Особенность ситуации с Болнисским районом заключается, во-первых, в том, что во времена Гамсахурдиа там осуществлялся специальный план властей. Например, сам райцентр — город Болниси в то время был практически очищен от азербайджанцев. Там складывалась критическая, напряженная ситуация, отношения народа с властями были накалены. В самом Болниси проживали порядка 1000 азербайджанских семей, а сейчас в этом городе всего-то 10 азербайджанцев. Остальные были либо выселены вооруженными группировками «Мхедриони», либо же принуждены покинуть свои дома. В июне 1989 года грузино-азербайджанское противостояние превратилось уже в реальность. Пришедшие в эмоциональное состояние участники митинга, состоявшегося 23-25 июня в посёлке Казрети города Болниси, начали репрессивные действия против азербайджанского населения. В регион были введены части незаконных вооруженных формирований «Мхедриони», руководимые сванами Дж. Иоселиани и Т. Китовани. Мирное невооруженное азербайджанское население было в страхе. Азербайджанцы думали, что столкнулись с повторением того, что уже произошло в Армении. В эти дни в родильном доме поселка Казрети насильно выставили на улицу 18 беременных азербайджанок. Началось массовое изгнание азербайджанцев из промышленных и строительных организаций района, районных партийных комитетов, райисполкомов. Уже к концу осени 1989 года на ответственных постах Борчалинского региона не осталось ни одного азербайджанца. В управлениях и на предприятиях принудительно отстраняли от работы всех азербайджанцев, начиная с занимающих руководящие посты и заканчивая рабочими. В книге Халаддина Ибрагимли «Азербайджанцы Грузии» говорится:

В райцентрах Болниси и Дманиси взрывались дома азербайджанцев. В номере газеты «Знамя победы» от 1 июля 1989 года, выходящей в Болниси, говорилось, что азербайджанцам со стороны грузин дан ультиматум срочно оставить свои дома. Чтобы пресечь сообщение между районными центрами и селами, останавливались автобусные маршруты, телефонная связь была отрезана, совсем прекратилось сношение между Гардабани, Марнеули, Болниси и Дманиси.

Националистические организации в различных районах (Дманиси, Боржоми, Тетри Цкаро, Гори, Лагодехи, Мцхета) вынудили, в основном, азербайджанцев покинуть дома и уехать в эмиграцию. Больше четверти уехавших в 1992 году из Грузии азербайджанцев уезжали в Российскую Федерацию, а остальные — в Азербайджан. В 1989 году произошли грузино-азербайджанские столкновения, связанные с требованиями азербайджанцев Марнеульского, Болнисского и Дманисского районов о создании Борчалинской автономии, которые натолкнулись на сопротивление большинства этнических грузин.
В 2005 году на встрече с омбудсменом представители азербайджанской общины заявили о нарушениях прав граждан, в частности о применении полицией огнестрельного оружия против населения, унижении человеческого достоинства на таможенных пунктах, игнорировании обращений азербайджанцев государственными органами. Общество «Tolerance» в альтернативном докладе о выполнении Грузией Рамочной конвенции о защите национальных меньшинств сообщает о резком сокращении числа азербайджанских школ и назначении в ряд азербайджанских школ директоров, не владеющих азербайджанским языком. В докладе Европейского центра по делам меньшинств от 2009 года говорится:

В период пребывания Шеварднадзе на посту президента (1995—2003 гг.) все районные гамгебели в Квемо Картли были грузинами (в отличие от Джавахети, где эти посты занимали армяне), также практически все другие высокие посты на уровне района занимали грузины. Местные азербайджанские лидеры получали менее важные посты, но что более важно, им разрешалось заниматься коррупцией взамен на лояльность влиятельному губернатору Квемо Картли Левану Мамаладзе. В результате у местного азербайджанского населения было мало механизмов для того, чтобы выразить своё недовольство, самое значительное из которых была коррупция в процессе распределения земли, который последовал за распадом коммунистических коллективных хозяйств (колхозов и совхозов). Большая часть земли, которая раньше принадлежала колхозам и совхозам, была отдана внаём не по прозрачному механизму. Очень часто большая часть земли бралась внаём «местными уважаемыми людьми», обычно бывшими директорами совхозов или колхозов, или лицами, имеющими близкие связи с членами местной администрации. Большинство — хоть и не все — этих лиц были грузинами. Это стало ещё одним фактором, заставившим местных азербайджанцев почувствовать, что они граждане второго сорта, которые не принадлежали к грузинскому государству.

## Образование и культура
Количество и профиль учебно-воспитательных учреждений в крае
| муниципалитет | дошкольные | базовые 9-летние | полные общие | всего |
| ------------- | ---------- | ---------------- | ------------ | ----- |
| Марнеули      | 8          | 24               | 57           | 89    |
| Болниси       | 14         | 5                | 27           | 46    |
| Дманиси       | 7          | 11               | 16           | 33    |
| Всего         | 29         | 40               | 100          | 168   |

Марнеульский муниципалитет
- Многопрофильный марнеульский аграрный университет
- Филиал ТГУ имени Ив. Джавахишвили
- Филиал Госуниверситета имени И.Чавчавадзе
- Факультет международных нефтеперевозок Технического университета;

Болнисский муниципалитет
- Болнисский многопрофильный институт

Дманисский муниципалитет
- Институт маркетинга и бизнеса
- Филиал университета Горгасали

### Театры
- Болнисский народный театр
- Болнисский детский театр
- Болнисский театр кукол
- Дманисский драматический театр

## Города, посёлки и сёла
Всего насчитывается 176 сельских населённых пунктов. В состав Марнеульского муниципалитета входит 52 азербайджанских населённых пунктов, в том числе 1 город.
В состав Болнисского муниципалитета входит 37 азербайджанских населённых пунктов.
В состав Дманисского муниципалитета входит 37 азербайджанских населённых пунктов.

## Экономика
Через Борчалы проходят Баку — Тбилиси — Джейхан и Южнокавказский газопровод.

### Доходы населения
Средняя зарплата в государственном секторе с перерасчетом в долларах США составляет 176 долл., в частном секторе — 117 долл.
Среднегодовой доход на душу населения, по подсчетам экспертов, составляет около 360 долл. США..

### Трудовые ресурсы
Показатели занятости
В самоуправляемой единице Марнеули трудовые ресурсы составляют всего 74 000 чел. Из них заняты около 55 000, что составляет 74,3 % трудоспособного населения. В отрасли сельского хозяйства заняты 50 000 чел., в отрасли экономики заняты — 1 500 чел, то есть 2 % всего трудоспособного населения, среди занятых преобладают самозанятые (77 %), это в основном сельское население, имеющее собственные приусадебные участки или арендуемые земли.
В самоуправляемой единице Дманиси трудовые ресурсы составляют всего 19 000 чел. Из них заняты около 14 000 чел., что составляет 73,7 % трудоспособного населения. В отрасли сельского хозяйства заняты 11 000 чел., в отрасли экономики заняты — 500 чел, то есть 2,6 % всего трудоспособного населения, среди занятых преобладают самозанятые (74 %), это в основном сельское население, имеющее собственные приусадебные участки или арендуемые земли.
В самоуправляемой единице Болниси трудовые ресурсы составляют всего 45 000 чел. Из них заняты около 37 000 чел., что составляет 82,2 % трудоспособного населения. В отрасли сельского хозяйства заняты 27 000 чел., в отрасли экономики заняты — 7 600 чел., то есть 16,88 % всего трудоспособного населения, среди занятых преобладают самозанятые (53 %), это в основном сельское население, имеющее собственные приусадебные участки или арендуемые земли, определенная же часть выехала за границу.

### Бюджет
Марнеульский муниципалитет
| годы | фактические доходы, тыс. лари | расходы, тыс. лари |
| ---- | ----------------------------- | ------------------ |
| 2004 | 7629,2                        | 7558,3             |
| 2005 | 7716,1                        | 7571,5             |
| 2006 | 7393,9                        | 6428,0             |
| 2007 | 8551,87                       | -                  |

Болнисский муниципалитет
| годы | фактические доходы, тыс. лари | расходы, тыс. лари |
| ---- | ----------------------------- | ------------------ |
| 2004 | 10857,4                       | 10545,4            |
| 2005 | 30138,0                       | 29556,7            |
| 2006 | 32402,5                       | 32001,8            |
| 2007 | 13200,0                       | -                  |

Дманисский муниципалитет
| годы | фактические доходы, тыс. лари | расходы, тыс. лари |
| ---- | ----------------------------- | ------------------ |
| 2004 | 2652,3                        | 2287,2             |
| 2005 | 3771,5                        | 3490,3             |
| 2006 | 2187,6                        | 2091,4             |
| 2007 | 2504,0                        | -                  |

### Промышленность
Марнеульский муниципалитет
| годы                                | Кол-во предприятий | Кол-во занятых | Произведенная продукция (тыс. лари) |
| ----------------------------------- | ------------------ | -------------- | ----------------------------------- |
| малые предприятия (до 20 чел.)      | 1188               | 15900          | 88820,0                             |
| средние предприятия (до 20-100 чел) | 375                | 8750           | 25780,0                             |
| крупные предприятия (более 100 чел) | 12                 | 1440           | 20400,0                             |
| действующие предприятия             | 1700               | 27650          | 135000,0                            |
| всего                               | 2100               | 29800          | 135000,0                            |

Болнисский муниципалитет
| годы                                | Кол-во предприятий | Кол-во занятых | Произведенная продукция (тыс. лари) |
| ----------------------------------- | ------------------ | -------------- | ----------------------------------- |
| малые предприятия (до 20 чел.)      | 923                | 14376          | 26600,0                             |
| средние предприятия (до 20-100 чел) | 230                | 5750           | 25000,0                             |
| крупные предприятия (более 100 чел) | 9                  | 3100           | 108000,0                            |
| действующие предприятия             | 1320               | 23226          | 175000,0                            |
| всего                               | 1495               | 25700          | 175000,0                            |

Дманисский муниципалитет
| годы                                | Кол-во предприятий | Кол-во занятых | Произведенная продукция (тыс. лари) |
| ----------------------------------- | ------------------ | -------------- | ----------------------------------- |
| малые предприятия (до 20 чел.)      | 533                | 8796           | 12900,0                             |
| средние предприятия (до 20-100 чел) | 35                 | 875            | 7600,0                              |
| крупные предприятия (более 100 чел) | 5                  | 610            | 4500,0                              |
| действующие предприятия             | 450                | 10281          | 25000,0                             |
| всего                               | 810                | 12300          | 25000,0                             |

## Религия
Большинство населения Борчалы составляют мусульмане.

## Борчалинские ковры
Ковры «Борчалы» относятся к казахской группе Гянджа-Казахского типа. Такие крупные сёла региона, как Гурдлар, Ахурлы, Качаган, Садахло, Даштапа и Лембели являются известными ковроткацкими пунктами.

Борчалинские ковры XIX века, хранящиеся в Музее азербайджанского ковра в Баку
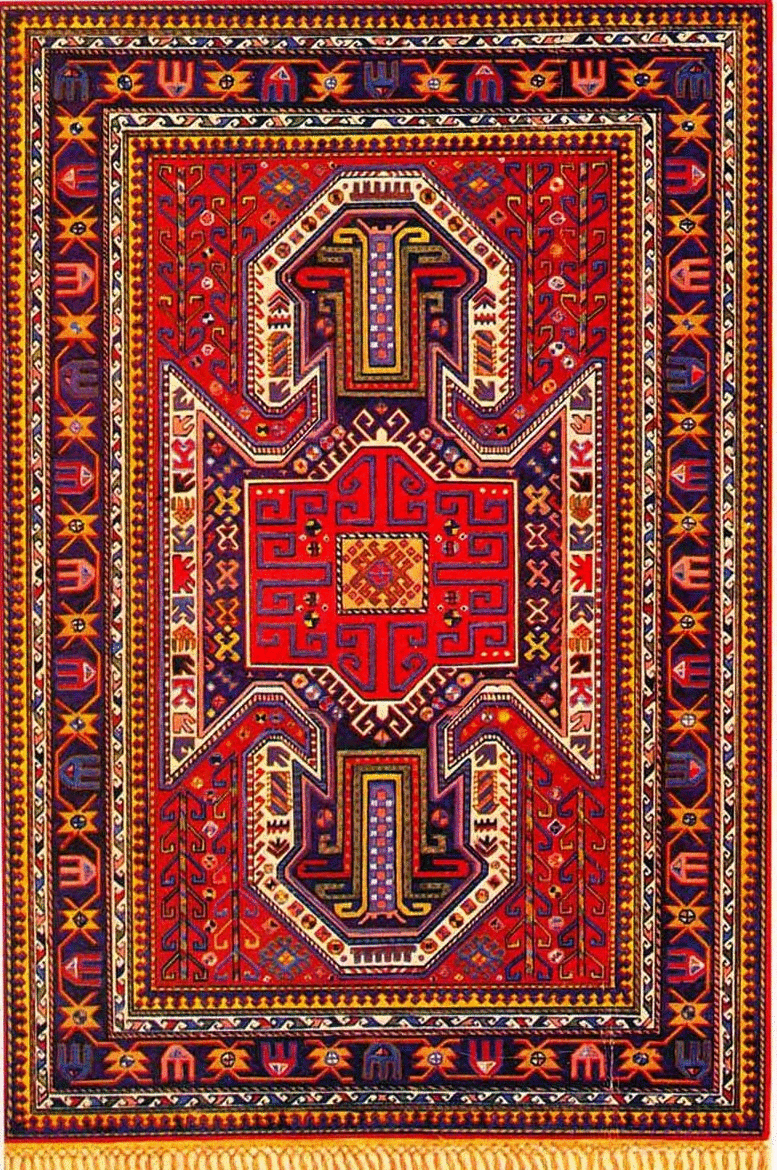
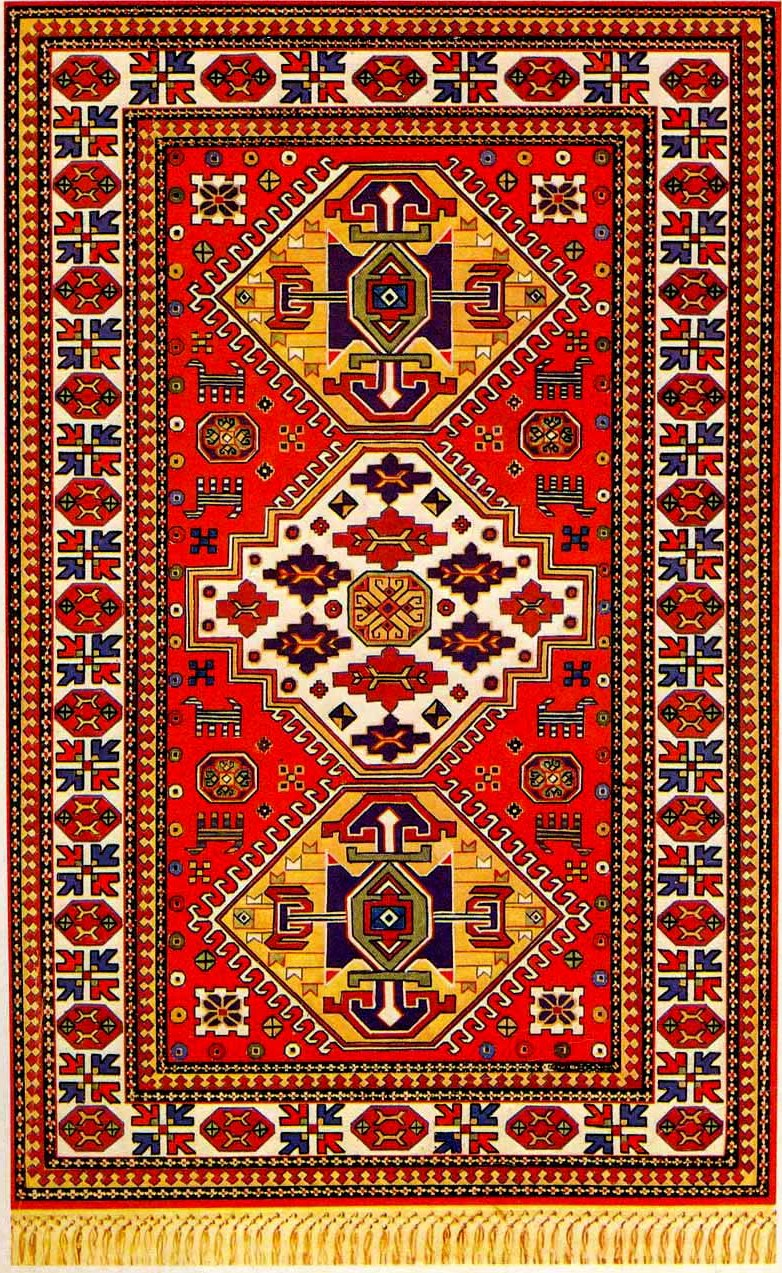
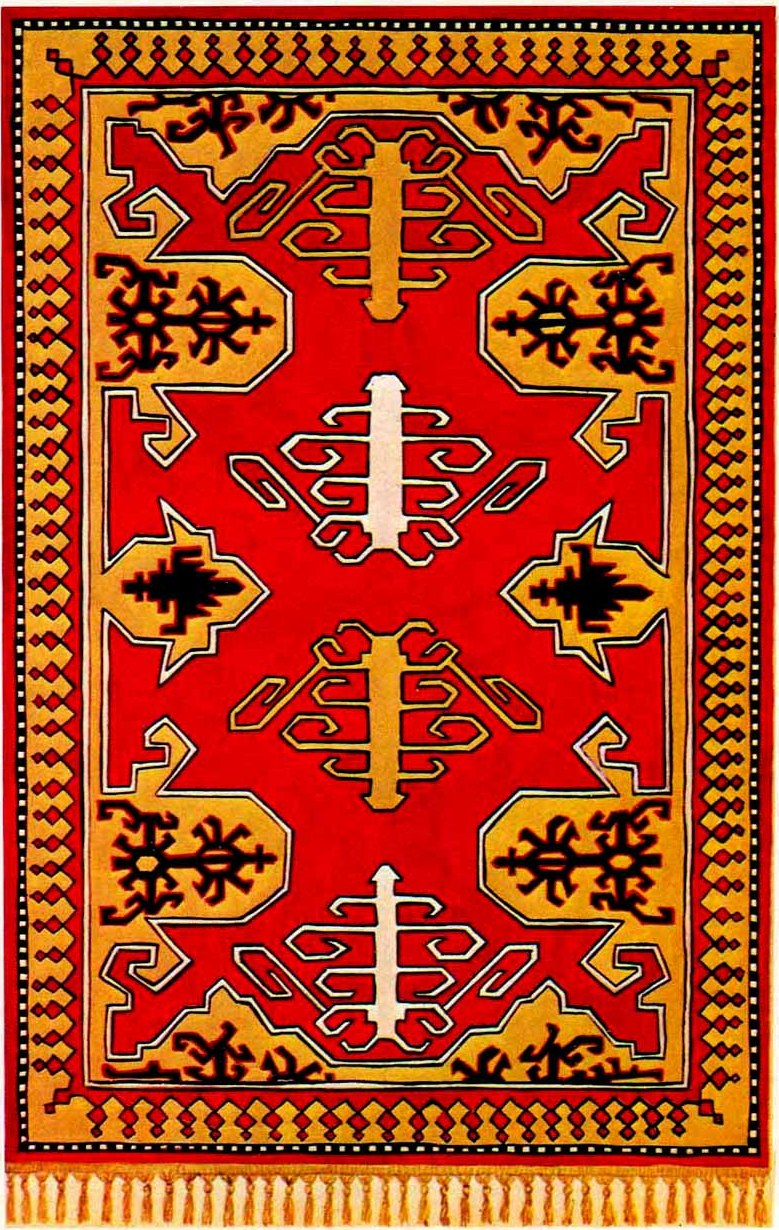
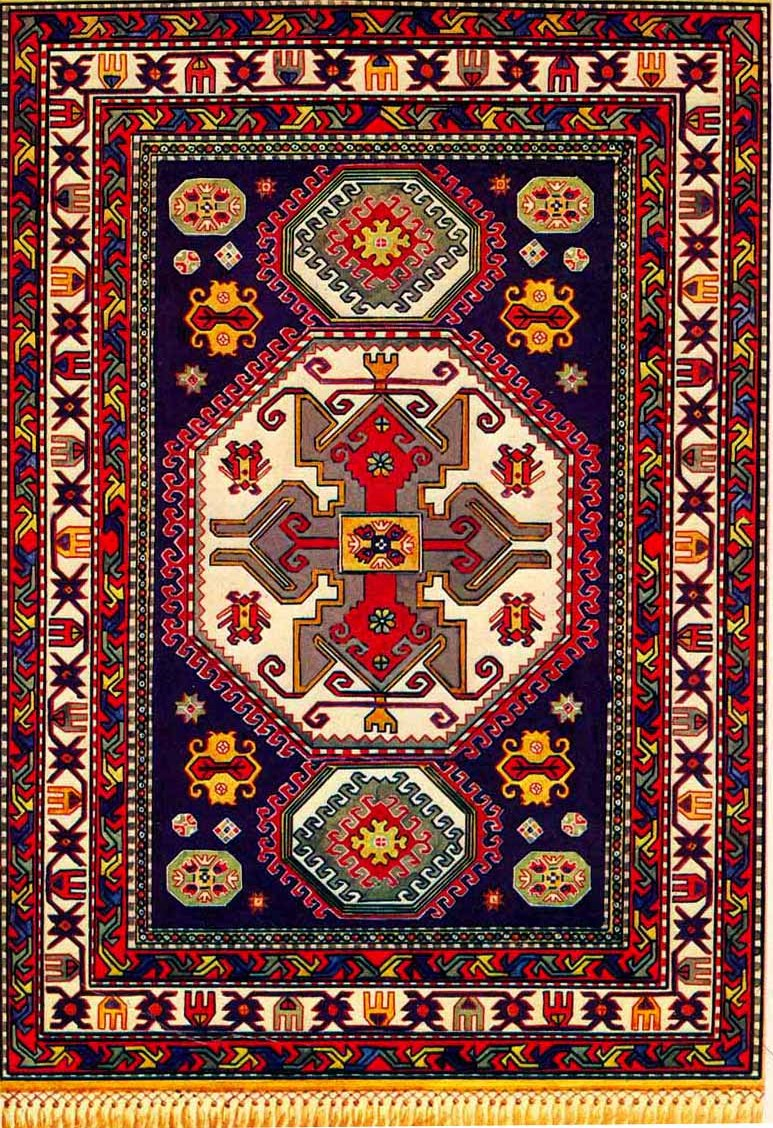
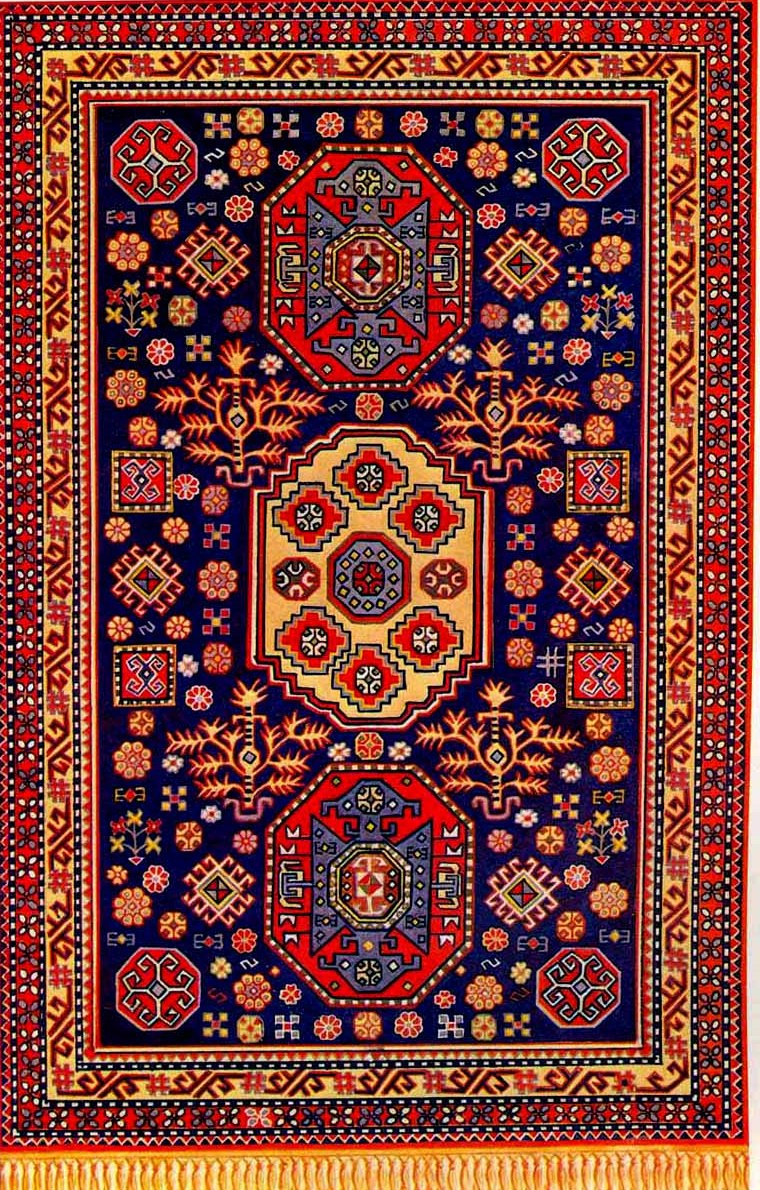

## Комментарии
1. ↑  В Марнеульском муниципалитете — 109,1 тысяч чел., в Болнисском муниципалитете 56,9 тысяч, в Дманисском муниципалитете — 23,0 тысяч[26].